# ارتش دوم مصر
ارتش دوم مصر (انگلیسی: Second Army) ارتش میدانی نیروی زمینی مصر است، که در سال ۱۹۶۸ تأسیس شد. ستاد فرماندهی ارتش دوم مصر در شهر اسماعیلیه قرار دارد. ارتش دوم مصر در جنگ فرسایش‌زا، جنگ یوم کیپور و شورش در صحرای سینا به‌عنوان یگان عمل‌کننده در نبرد شرکت داشت.
معمولاً فرماندهی ارتش دوم مصر بر عهده یک فرمانده میدانی با درجه سپهبدی با حداقل ۳۴ سال سابقه خدمت است و مستقیماً به ستاد نیروی زمینی مصر و ستاد کل نیروهای مسلح مصر گزارش می‌دهد.

## تاریخچه
در طول جنگ یوم کیپور در سال ۱۹۷۳ علیه اسرائیل، فرمانده ارتش دوم سپهبد سعد مأمون بود. نیروهای ارتش دوم در طول عملیات بدر، حمله آغازین جنگ، به همراه ارتش سوم از کانال سوئز عبور کردند.
درست قبل از نبرد مزرعه چینی در سال ۱۹۷۳، این ارتش در جناح جنوبی خود شامل لشکر ۲۱ زرهی به فرماندهی سرتیپ ابراهیم العرابی و لشکر ۱۶ پیاده به فرماندهی سرتیپ عبد رب النبی حافظ بود. حافظ علاوه بر فرماندهی لشکر، فرماندهی نیروهای مستقر در سرپل لشکر خود بر فراز کانال سوئز را نیز بر عهده داشت، که شامل لشکر ۲۱ زرهی نیز می‌شد. واحد تحت امر ابراهیم العرابی شامل تیپ ۱ زرهی به فرماندهی سرهنگ سید صالح، تیپ ۱۴ زرهی به فرماندهی سرهنگ عثمان کامل و تیپ ۱۸ مکانیزه به فرماندهی سرهنگ طلعت مسلم بود. لشکر ۱۶ حافظ شامل تیپ ۱۶ پیاده به فرماندهی سرهنگ عبدالحمید عبدالسمیع و همچنین تیپ‌های ۱۱ پیاده‌نظام و ۳ مکانیزه بود.
ترور دوپوی می‌نویسد تیپ ۱۸۲ چترباز به ارتش دوم اختصاص داده شد. پس از نبرد مزرعه چینی، اسماعیله در معرض تهدید قرار گرفت. تیپ ۱۸۲ چترباز، شامل گردان‌های ۸۱، ۸۵ و ۸۹ (هر کدام متشکل از سه گروهان) تحت فرماندهی سرهنگ اسماعیل عزمی، مسئولیت دفاع از منطقه جنوب اسماعیلیه در برابر حمله اسرائیل را بر عهده گرفت. عزمی به همراه بخش عمده‌ای از تیپ خود در نیمه‌شب ۱۷ اکتبر به نفیسه رسید، جایی که توسط سرتیپ عبدالمنعم خلیل، فرمانده ارتش دوم، توجیه شد. خلیل نقاط قوت کرانه غربی را به عنوان اهدافی برای چتربازان مشخص کرد تا آنها را تأمین کنند، زیرا این استحکامات می‌توانستند برای پشتیبانی آتش به نیروهای مصری در کرانه شرقی مورد استفاده قرار گیرند. چتربازان همچنین می‌بایست سرابائوم و پل‌های آنجا را بر روی کانال سوییت‌واتر حفظ کنند.
محمد مرسی در دوره ریاست‌جمهوری خود، تلاش کرد تا رابطه‌اش را با نیروهای مسلح تقویت کند. او به همراه وزیر دفاع عبدالفتاح السیسی، در بازدید از لشکر ۶ زرهی ارتش دوم، در نزدیکی اسماعیلیه، حدود ۷۵ مایلی شمال قاهره، در ۱۰ اکتبر ۲۰۱۲، از سربازان استقبال کرد.
در اواسط سال ۲۰۱۵، عناصر ارتش دوم مستقر در اسماعیلیه برای مبارزه با شورشیان سینا به شیخ زوید اعزام شدند. این لشکر امروزه وظیفه دفاع از کانال سوئز شمالی را بر عهده دارد.